# Кожакпось
 Кожакпось  — поселок в Ибресинском районе Чувашской Республики. Входит в состав Андреевского сельского поселения.

## География
Находится в центральной части Чувашии на расстоянии менее 4 на северо-восток по прямой от районного центра посёлка Ибреси.

## История
Образовался в начале XX века как выселок Кужак-Пусь. В 1918 году учтено 53 жителя, в 1926 – 11 дворов и 59 жителей, в 1939 – 67 человек, в 1979 – 48. В 2002 году – 14 дворов, 2010 – 11 домохозяйств. В период коллективизации образован колхоз «М. Горький», в 2010 году работало ОАО «Рассвет».

## Население
Постоянное население составляло  49  человек (чуваши 73%, русские 27%) в 2002 году, 26 в 2010.